# Bernhard Lundstedt

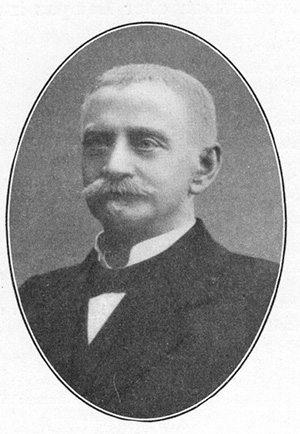
Bernhard Lundstedt

Bernhard Wilhelm Lundstedt, född 11 juni 1846 i Stockholm, död den 24 mars 1914 i Castellammare di Stabia, Italien, var en svensk bibliotekarie, mest känd för sin bibliografi Sveriges periodiska litteratur.

## Biografi
Lundstedt studerade vid Uppsala universitet från 1866, där han blev filosofie kandidat 1873 och filosofie doktor 1875. Han tjänstgjorde därefter vid Kungliga biblioteket i Stockholm och vid ecklesiastikdepartementet. 
Under sin tid på Kungliga Biblioteket sammanställde han bibliografin Sveriges periodiska litteratur, som behandlar tidskrifterna från 1600-talet fram till 1899. Han katalogiserade även biblioteket på Finspångs slott, som senare köptes in av Norrköpings stad och nu finns i Norrköpings stadsbibliotek. 
Lundstedt tog 1913 avsked från bibliotekarietjänsten. Han är begravd på protestantiska kyrkogården i Rom.

### Redaktörskap
- Svenskt porträttgalleri. 16, Tidningsmän. Stockholm: Tullberg. 1897. Libris 384706 - Tillsammans med Albin Hildebrand. -  Ny, tillökad upplaga. Stockholm: Tullberg. 1910. Libris 384707